# Георги Станчев (певец)
 Тази статия е за певеца.  За футболиста вижте Георги Станчев (футболист).  
Георги Станчев е български рок певец, музикант и композитор.

## Биография
Роден е на 1 юни 1951 г. в София. Наред с Васил Найденов и Орлин Горанов, той е един от певците с ярка индивидуалност, които се появяват в българската популярна музика в началото на 1980-те години.
Възпитаник на школата при Детския радиохор, той има изяви в художествената самодейност с група „Стандарт“ при читалище „Васил Левски“. Като солист на група „Диана Експрес“ (1980 – 1981), необикновеният му глас привлича вниманието на специалисти и публика, а песента „Душа“ (м. Митко Щерев) му носи голяма популярност („Мелодия на годината“, 1980).
От 1981 г. работи като солист и още същата година дебютира с авторската си песен „Шепот“ на фестивала „Златният Орфей“. В следващите няколко години печели редица награди като певец и композитор на международни конкурси: Кнок, Белгия – 1982 г. – трета награда, съвместно с Маргарита Хранова и Камелия Тодорова; „Шлагерфестивал“, Дрезден, ГДР – 1983 г. – специална награда за песента „Шепот“; Младежки конкурс за забавна песен – първа награда за изпълнената от него песен „На раздяла“, м. Димитър Ковачев – 1982 г. и втора награда и наградата на публиката за „Миг от детството“, музика и изпълнение: Георги Станчев, 1983 г. Той е определен за най-добър изпълнител на фестивалите в Кевън, Ирландия и остров Малта през 1984 година, а песента му „Моята любов е в моята музика за теб“ е отличена със специална награда на фестивала „Интерпоп“ в Щиофок, Унгария – 1986 г. Поканен е за съвместни записи с група „Ерго“ (Унгария). Осъществил е концертни турнета в Русия и Куба. Негови песни са издадени на грамофонни плочи в Белгия, Германия, Куба и Унгария.
През 1990 г. записва баладата „Ти ужасно закъсня“, която се превръща в една от най-популярните песни в историята на българската поп музика.
Освен „Шепот“, „Душа“ и „Ти ужасно закъсня“, друга хитова песен на Георги Станчев е „Бъди звезда до края“.

## Дискография
- 1983 – „Георги Станчев“ (SP, „Балкантон“ – ВТК 3679)
- 1984 – „Влюбени“ (LP, „Балкантон“ – ВТА 11355)
- 1986 – „Шепа пясък“ (LP, „Балкантон“ – ВТА 11937)
- 1991 – „Бъди звезда до края“ (MC, „Унисон“)
- 1995 – „Венеция“ (MC, Национален музикален център)

### Други песни
- 1982 – „След любовта“ – м. Тодор Филков, т. Волен Николаев, ар. Румен Бояджиев, съпровожда ФСБ – от радиоконкурса „Пролет“
- 1983 – „Ден след есента“ – м. Светозар Русинов, т. Живко Колев, ар. Любомир Дамянов – от плочата „Светозар Русинов. Избрани песни“
- 1984 – „Обичам Шопен“ – б. т. Георги Начев – от плочата „Естрадна панорама 3“
- 1985 – „Ти си друга сега“ – б. т. Димитър Ценов, ар. Борис Чакъров – от плочата „Естрадна мозайка 4“
- 1986 – „Здравей, това съм аз“, дует със Светла Стоева – от плочата „Диско рок маратон 2“
- 1988 – „Жираф“ – м. и ар. Асен Драгнев и Румен Бояджиев, т. Живко Колев – от плочата „21 забавни детски песни за животните“
- 1997 – „Душа душа докосна“, дует с Кристина Димитрова – м. Димитър Пенев, т. Иван Тенев, ар. Пламен Пенев
- 2003 – „Твоето име“
- 2006 – „Винаги“ – м., т. и ар. Георги Станчев – от фестивала „Бургас и морето“
- „Следи в мрака“